# اپلبی-این-وستمورلند
latitudeاپلبی-این-وستمورلندlongitudeاپلبی-این-وستمورلند
اپلبی-این-وستمورلند (به انگلیسی: Appleby-in-Westmorland) یک منطقهٔ مسکونی در انگلستان است که در شمال غربی انگلستان واقع شده‌است.

## خصوصیات
اپلبی-این-وستمورلند ۲٬۸۶۲ نفر جمعیت دارد.